# Länsväg 182
De Zweedse weg 182 (Zweeds: Länsväg 182) is een provinciale weg in de provincie Västra Götalands län in Zweden en is circa 44 kilometer lang.

## Plaatsen langs de weg
- Vårgårda
- Ljung
- Timmele

## Knooppunten
- Riksväg 42 bij Vårgårda (begin)
- Länsväg 183 bij Ljung
- Riksväg 46 bij Timmele (einde)